# Val-Mont
Val-Mont es una comuna nueva francesa situada en el departamento de Côte-d'Or, de la región de Borgoña-Franco Condado.

## Historia
Fue creada el 1 de enero de 2016, en aplicación de una resolución del prefecto de Côte-d'Or de 23 de diciembre de 2015 con la unión de las comunas de Ivry-en-Montagne y Jours-en-Vaux, pasando a estar el ayuntamiento en la antigua comuna de Jours-en-Vaux.

## Demografía
| Gráfica de evolución demográfica de Val-Mont entre 1800 y 2013 |
|                                                                |

Los datos entre 1800 y 2013 son el resultado de sumar los parciales de las dos comunas que forman la nueva comuna de Val-Mont, cuyos datos se han cogido de 1800 a 1999, para las comunas de Ivry-en-Montagne y Jours-en-Vaux de la página francesa EHESS/Cassini. Los demás datos se han cogido de la página del INSEE.

## Composición
| Comuna delegada  | Código INSEE | Población (2013) | Superficie (km²) | Densidad (hab./km²) |
| ---------------- | ------------ | ---------------- | ---------------- | ------------------- |
| Ivry-en-Montagne | 21318        | 161              | 11.09            | 15                  |
| Jours-en-Vaux    | 21327        | 107              | 8.81             | 12                  |